# Einstürzende Neubauten
Einstürzende Neubauten je německá industriální hudební skupina, která vznikla již roku 1980 v Západním Berlíně.

## Hudba
Skupina je zařazována mezi zakladatele industriální hudby, využívající kromě hudebních nástrojů také průmyslové stroje, materiály z výroby a továren, jako jsou trubky, spony, plechy nebo kovadliny. Skupina vznikla na počítku 80. let v prostředí nezávislých berlínských hudebních klubů. Blixa Bargeld později založil také hudebební skupinu Nicka Cavea, se kterým spolupracoval dalších dvacet let. V roce 1987 měli vystoupit společně se skupinou Die Toten Hosen také v amfiteátru v Lochotíně u Plzně v tehdejším Československu. Jejich vystoupení zmařil koncert Michala Davida a zásah tajné policie.
Poslední album Rampen z roku 2024 nazývá zakladatel skupiny Blixa Bargeld jako album „od mimozemšťanů pro mimozemšťany.“

## Členové
- Blixa Bargeld - zpěvák, básník; vlastním jménem Christian Emmerich
- Alexander Hacke - vlastním jménem Alexander von Borsig
- F. M. Einheit - vlastním jménem Frank Martin Strauß
- N. U. Unruh - vlastním jménem Andrew Chudy
- Jochen Arbeit -
- Rudi Moser -

## Alba
- Kollaps (1981)
- Zeichnungen des Patienten O. T. (1983)
- Halber Mensch (1986)
- Fünf auf der nach oben offenen Richterskala (1987)
- Haus der Lüge (1989)
- Tabula Rasa (1993)
- Ende Neu (1996)
- Silence is Sexy (2000)
- Perpetuum Mobile (2004)
- Alles Wieder Offen (2007)
- The Jewels (2008)
- Lament (2014)
- Alles in Allem (2020)
- Rampen: apm (alien pop music) (2024)

## EP
- Thirsty Animal, (Einstürzende Neubauten & Lydia Lunch), 1982

## Kompilace
- Stahldubversions (1982)
- Strategies Against Architecture 80-83 (1984)
- Tri-Set (1994)
- Ende Neu Remixes (1997)
- Strategies Against Architecture II (1991)
- Strategies Against Architecture III (2001)
- Kalte Sterne -early recordings- (2004)
- Strategies Against Architecture IV (2010)

## Musterhaus série
- Anarchitektur (2005)
- Unglaublicher Laerm (2005)
- Solo Bassfeder (2005)
- Redux Orchestra versus Einstürzende Neubauten (2006)
- Kassetten (2006)
- Klaviermusik (2006)
- Stimmen Reste (2006)
- Weingeister (2007)